# Amerila caudipennis
Amerila caudipennis là một loài bướm đêm thuộc phân họ Arctiinae, họ Erebidae.